# Schlacht von Arkinholm
Die Schlacht von Arkinholm wurde am 1. Mai 1455 in der Nähe von Langholm in Schottland ausgetragen.

## Vorgeschichte
Seit Mitte des 14. Jahrhunderts war die Macht der Familie Douglas immer weiter gewachsen, bis sie zur Mitte des 15. Jahrhunderts sogar die des Königs übertraf. Diese Macht zu brechen war das Ziel einer Intrige am Hof des zehnjährigen Königs Jakob II. Im Jahr 1440 wurden William, 6. Earl of Douglas, selbst noch ein Kind, sowie dessen Bruder entgegen dem Gastrecht in Edinburgh Castle hingerichtet.
Am 22. Februar 1452 ermordete der inzwischen volljährige Jakob II. auf Stirling Castle eigenhändig William Douglas, 8. Earl of Douglas. Diesen Mord nahm dessen Bruder James Douglas, 9. Earl of Douglas zum Anlass für einen bewaffneten Aufstand gegen den König. In den folgenden drei Jahren kam es zu einem bürgerkriegsähnlichen Zustand, mit vergeblichen Versuchen und Rückschlägen auf beiden Seiten.

## Vor der Schlacht
Ende 1454 und zu Beginn des Jahres 1455 gelang es König Jakob, die Unterstützung einiger wichtiger Adeliger zu gewinnen, darunter als mächtigsten Verbündeten George Douglas, 4. Earl of Angus aus der roten Linie der Douglas.
Während James erfolglos Stirling belagerte, verlor er Burg und Ländereien bei Abercorn an königstreue Truppen; lange Verbündete wie der Clan Hamilton wurden abtrünnig; untergeordnete Familien wie Johnstone, Maxwell und Scott rebellierten. James begab sich deswegen nach England, um dort Unterstützung zu finden.

## Die Schlacht
Über die eigentliche Schlacht ist so gut wie nichts bekannt. Zwei kleine Einheiten mit jeweils nur ein paar hundert Soldaten trafen aufeinander. Die königlichen Truppen standen unter dem Kommando von George Douglas, 4. Earl of Angus; die Soldaten der „Schwarzen Douglas“ wurden von den drei jüngeren Brüdern James’ befehligt: James’ Zwillingsbruder  Archibald, Earl of Moray; sein jüngerer Bruder Hugh, Earl of Ormond und John, Lord of Balvenie.
Das Ergebnis war ein eindeutiger Sieg der königlichen Truppen.

## Folgen
Archibald fiel in der Schlacht, sein Kopf wurde dem König überbracht. Hugh wurde gefangen genommen und kurz darauf hingerichtet; John floh zu seinem Bruder nach England ins Exil.
Während der darauf folgenden Monate wurden die weitläufigen Ländereien der Douglas sowie der verbündeten Adeligen im Namen der Krone durch das schottische Parlament enteignet. Die Macht der „Schwarzen Douglas“ war damit endgültig gebrochen.